# Łubin biały

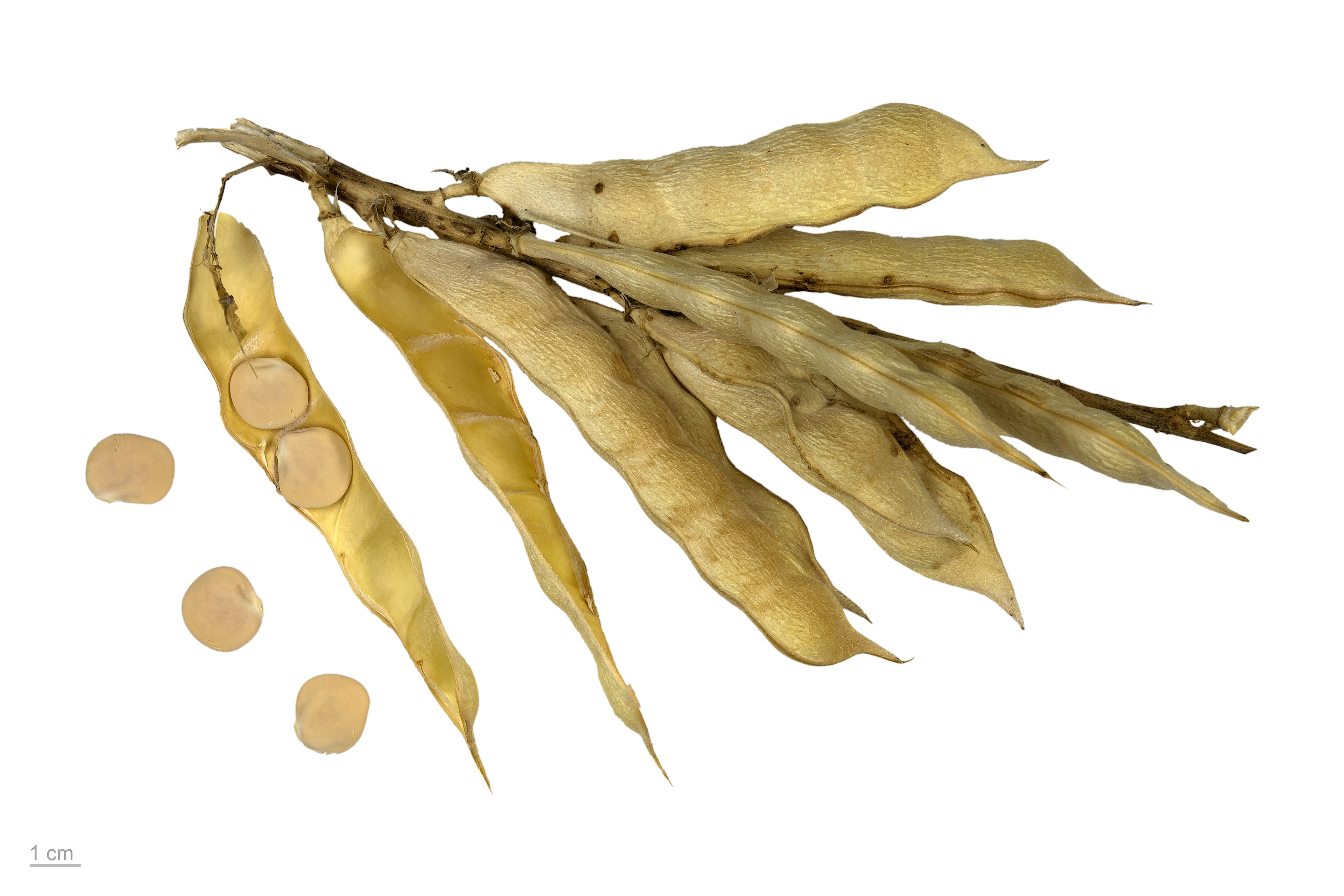
Owoce i nasiona

Łubin biały (Lupinus albus L.) – gatunek rośliny z rodziny bobowatych (Fabaceae). Jest gatunkiem rodzimym na Półwyspie Bałkańskim, w Azji Mniejszej i wyspach Morza Śródziemnego. Jest to roślina roczna szeroko rozprzestrzeniona w uprawie w regionie śródziemnomorskim, także w pozostałej części Europy, na południu Azji, w Australii i Chile. Wykorzystywana jest jako roślina pastewna, poza tym także w ziołolecznictwie i jako trucizna. Ma duże wymagania glebowe oraz długi okres wegetacji. 

## Występowanie
Gatunek szeroko rozpowszechniony w formie dzikiej na południowych Bałkanach, Sycylii, Korsyce i Sardynii oraz na wyspach Morza Egejskiego, a także w Izraelu, Palestynie i zachodniej Turcji. Występuje na łąkach, pastwiskach i trawiastych stokach, głównie na piaszczystych i kwaśnych glebach. Uprawia się go w całym regionie Morza Śródziemnego, a także w Egipcie, Sudanie, Etiopii, Syrii, Europie Środkowej i Zachodniej, USA i Ameryce Południowej, w tropikalnej i południowej Afryce, Rosji i na Ukrainie. Starożytny kultywar białego łubinu pod lokalną nazwą hanchcoly był uprawiany do niedawna w zachodniej Gruzji. Uprawa łubinu białego w Polsce nie jest rozpowszechniona z powodu braku odpowiednich odmian. Jednak gatunek ten odznacza się dużym potencjałem plonotwórczym.

### Morfologia
PokrójPędy wyprostowane, mniejsze niż 1 m wysokości, krótkie pędy boczne. Cała roślina ma zabarwienie jasnozielone. Palowy system korzeniowy z licznymi korzeniami bocznymi.
LiściePrzylistki bardzo małe lub brak. Liście złożone z listków dużych, owalnych, gładkich i błyszczących.
KwiatyUłożone spiralnie w szczytowe, luźne grono. Kolor korony biały z lekkim odcieniem niebieskiego lub bladoróżowego. Liczba pręcików wynosi 9 lub 10. Pręciki dimorficzne – dłuższe i krótsze.
OwoceStrąki wydłużone, proste. Nasiona oliwkowe, brązowe lub czarne, o bardzo niskiej zawartości alkaloidów, wysokiej zawartości białka (28–34%) i tłuszczu (11–13%).